# Crazy Sexy Hits: The Very Best of TLC
Crazy Sexy Hits: The Very Best of TLC е вторият сборен албум с най-добрите хитове на американската група Ти Ел Си издаден на 20 август 2007 година.

## Списък с песните

### Оригинален траклист
1. „No Scrubs“ – 3:39
2. „Waterfalls“ – 4:19
3. „Creep“ – 4:28
4. „Red Light Special“ – 4:40
5. „Diggin' on You“ – 4:14
6. „Baby-Baby-Baby“ – 4:05
7. „Come Get Some“ (с Лил Джон и Шон Пол) – 4:21
8. „Girl Talk“ – 5:19
9. „Damaged“ – 3:51
10. „Whoop De Woo“ – 3:52
11. „In Your Arms Tonight“ – 4:27
12. „Get It Up“ – 4:14
13. „What About Your Friends“ – 4:06
14. „Ain't 2 Proud 2 Beg“ – 4:11
15. „Unpretty“ – 4:05

### Дигитално издание
1. „Turntable“ – 3:25
2. „Kick Your Game“ – 4:14
3. „Silly Ho“ – 4:15
4. „Hat 2 da Back“ – 4:16